# Zwölf-Apostel-Kirche (Mannheim)

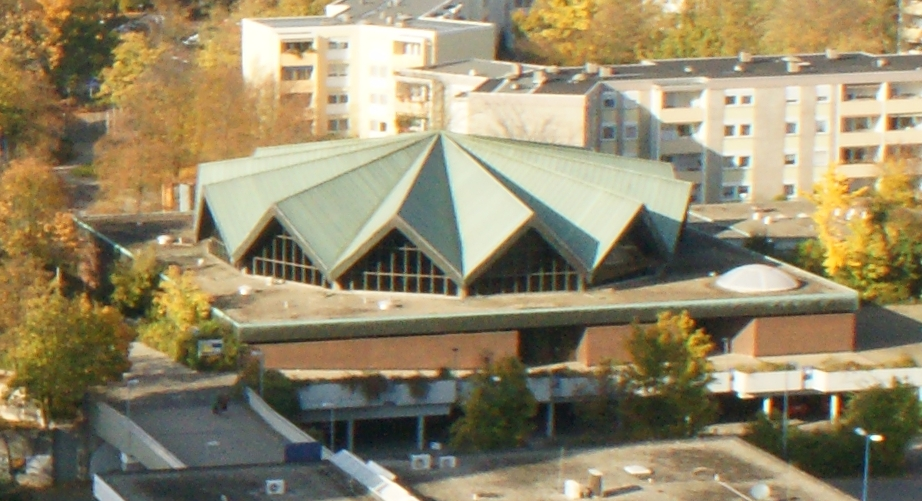
Zwölf-Apostel-Kirche

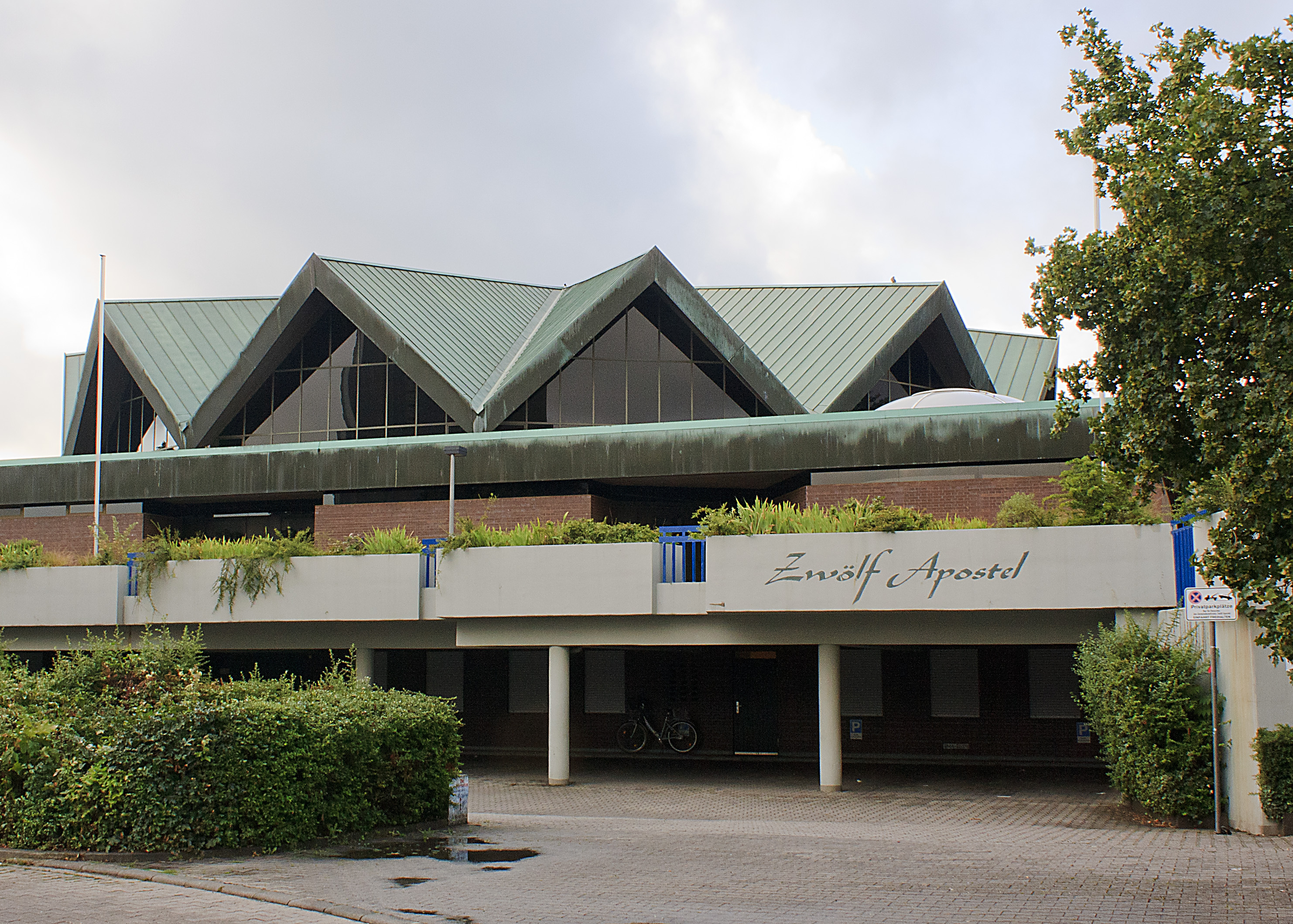
Frontansicht

Die Zwölf-Apostel-Kirche ist eine römisch-katholische Kirche im Mannheimer Stadtteil Vogelstang. Sie wurde zwischen 1967 und 1969 nach den Plänen von Heinz Heß erbaut. In Anlehnung an die namengebenden Zwölf Apostel hat sie ein zwölfteiliges Dach.

## Geschichte
Die ersten Bewohner der ab 1964 angelegten für 20.000 Einwohner konzipierten Großwohnsiedlung Vogelstang bezogen im Dezember 1965 ihre Wohnungen. Für die Gottesdienste nutzten die Katholiken zunächst für drei Monate einen Kapellenwagen der Ostpriesterhilfe, sodann gemeinsam mit den Protestanten bis 1968 eine Baracke als Notkirche. Nach Vollendung des evangelischen Gemeindezentrums konnte dieses bis zur Fertigstellung der eigenen Kirche von den Katholiken mitbenutzt werden.
Zu Beginn gehörten die Katholiken noch zur Käfertaler Pfarrei St. Laurentius. 1966 wurde die Expositur Mannheim-Vogelstang und 1969 die Pfarrkuratie Zwölf Apostel eingerichtet. Für die Kirche erfolgte 1967 die Grundsteinlegung und am 3. November 1969 Einweihung der Zwölf-Apostel-Kirche eingeweiht werden. 2003 schlossen sich die Pfarreien Zwölf Apostel, St. Laurentius und St. Hildegard zur Seelsorgeeinheit Käfertal-Vogelstang zusammen.

## Beschreibung

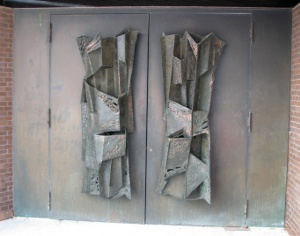
Eingangsportal

Die Zwölf-Apostel-Kirche befindet sich im Zentrum der Vogelstang auf einer Terrasse über dem Parkdeck eines Einkaufszentrums und folgt damit dem Konzept der autogerechten Stadt. Der Zeit entsprechend wurde auf einen äußerlich beherrschenden Glockenturm verzichtet. Der Grundriss des Kirchenraums folgt den Forderungen des Zweiten Vatikanischen Konzils nach einem Zentralbau. Der Sakralraum mit auf einem Zwölfeck basierendem annähernd kreisförmigem Grundriss wurde in einen ihn umgebenden Bau mit quadratischem Grundriss gestellt. Der Grundriss des inneren Kirchenraums wiederholt sich beim radial gefalteten, zur Mitte hin ansteigenden Dach. Die verglasten Giebel sorgen für die Beleuchtung des Gottesdienstraumes, in den sieben Eingänge führen.
Das radial angeordnete Gestühl umschließt den Altarbereich mit einem 240-Grad-Winkel. 2004 wurde über dem Altar eine neue Beleuchtung installiert, die sich an einen klassischen Kronleuchter anlehnt. Das 4,90 Meter hohe Standkreuz aus Kupferblechen schuf Roland Peter Litzenburger. Von ihm stammen auch Altar, Ambo, Tabernakel, Leuchter und die Türgriffe an den Portalen. Elisabeth T. Veith gestaltete den raumumspannenden, rund 100 Meter langen, Zwölf-Apostel-Fries. Hinter der Altarwand befindet sich eine Werktagskapelle.
Seit einigen Jahren befindet sich auf dem Dach der Kirche auch ein Kreuz, welches die Gemeinde durch Spenden selbst finanzierte.